# اوتی مائنپا
اوتی مائنپا (فنلاندی: Outi Mäenpää؛ زادهٔ ۲۴ فوریهٔ ۱۹۶۲) بازیگر اهل فنلاند است.
از فیلم‌هایی که وی در آن نقش داشته‌است، می‌توان به مرد بدون گذشته، دختر کارخانه کبریت‌سازی، بال کوچک، پسران بد، پرنده‌های مهاجر و یوها اشاره کرد.